# X Legislatura del Parlamento de Canarias
La X Legislatura del Parlamento de Canarias inició el 25 de junio de 2019 con la constitución de la cámara regional. Ese mismo día, se llevó a cabo la elección de Gustavo Matos como presidente del Parlamento y del resto de miembros que componen la Mesa del Parlamento.
Los días 11 y 12 de julio se llevó a cabo la sesión plenaria de investidura del Presidente de Canarias, Ángel Víctor Torres, candidato del PSOE en las elecciones. Torres fue investido gracias a los apoyos parlamentarios de Nueva Canarias, Podemos y Agrupación Socialista Gomera. El Parlamento de Canarias se disolvió el 3 de abril de 2023.

## Historia

### Pacto de las flores y formación de gobierno
Tras las elecciones al Parlamento de Canarias de 2019 se creó un panorama político que no había sucedido en Canarias desde la victoria del socialista, Jerónimo Saavedra en las elecciones de 1991 ya que por primera vez desde esas elecciones la suma de izquierdas (PSC,Nueva Canarias,Sí Podemos Canarias y ASG) daba una clara mayoría absoluta para las islas.
Aunque sería complicado que las cuatro fuerzas de izquierda se pusieran de acuerdo, ya que el líder de la ASG, Casimirio Curbelo, vetó todo pacto con la formación de Sí Podemos Canarias, este veto provocaba la imposibilidad de aplicar esa alternativa de izquierdas en Canarias. Finalmente, ASG rectificó y el 22 de junio de 2019 se presentó en el Parque García Sanabria de Santa Cruz de Tenerife, el "pacto de las flores", un texto programático para un gobierno de izquierdas, en el que sin embargo no se señalaba la estructura de gobierno. Días después, el 2 de julio de 2019 se confirmó que habría un gobierno en coalición entre todas las formaciones, y con ello, también se confirmaría el reparto de las consejerías; una para cada partido político (ASG,Sí Podemos Canarias y Nueva Canarias) y 7 para el PSC, sumando un total de 10 más la presidencia que sería encabezada por el candidato socialista a la presidencia del Gobierno de Canarias, Ángel Víctor Torres. Por su parte, la vicepresidencia la obtendría Nueva Canarias con su candidato y  expresidente de Canarias, Román Rodríguez Rodríguez como vicepresidente y consejero de hacienda.
Dos semanas después de la confirmación del reparto de consejerías, el 16 de julio de 2019, Ángel Víctor Torres es investido Presidente de Canarias con 37 votos a favor de los 36 que se han de cumplir para la mayoría absoluta, con esto Torres se convertiría en el primer presidente de Canarias grancanario desde el 2003 cuando Román Rodríguez Rodríguez dejó de ser presidente en favor del tinerfeño Adán Martín.

### Crisis política por el coronavirus
En el primer semestre de 2020 y bajo el contexto de la crisis sanitaria por el COVID-19, el gobierno de Torres atravesó la mayor inestabilidad desde la formación de su gobierno, debido a la destitución de la consejera de sanidad, María Teresa Cruz Oval por su gestión ante la pandemia. Este hecho acontecido el 25 de marzo, supuso que la gestión de la pandemia la tuviera que llevar a cabo de forma interina, el consejero de justicia, Julio Manuel Pérez Hernández hasta el nombramiento de su sucesor.
Sin embargo, esa no fue la única dimisión llevada a cabo en medio de la pandemia, ya que la consejera de educación, María José Guerra Palmero acabó dimitiendo el 25 de mayo tras tensiones entre su consejería y los sectores sindicales estudiantiles por la manera en la que la consejería quería planificar la finalización del curso escolar, por lo que esta tarea tuvo que ser llevada a cabo por el consejero de medio ambiente José Antonio Valbuena de forma interina. Compaginó ambos cargos hasta el 20 de junio de 2020 cuando tomó posesión Manuela Armas como consejera de educación.

## Investidura
| Resultado de la votación de investidura del Presidente de Canarias Mayoría absoluta: 36/70 |                                                         |            |    |    |    |   |                        |   |   |   |   |       |
| Candidato                                                                                  | Fecha                                                   | Voto       |    |    |    |   | Vínculo=Unidas Podemos |   |   |   |   | Total |
| Ángel Víctor Torres (PSOE)                                                                 | 12 de julio de 2019 Mayoría requerida: Absoluta (36/70) | Sí         | 25 |    |    | 5 | 4                      | 3 |   |   |   | 37/70 |
| Ángel Víctor Torres (PSOE)                                                                 | 12 de julio de 2019 Mayoría requerida: Absoluta (36/70) | No         |    | 17 | 10 |   |                        |   | 2 | 1 | 1 | 31/70 |
| Ángel Víctor Torres (PSOE)                                                                 | 12 de julio de 2019 Mayoría requerida: Absoluta (36/70) | Abstención |    |    |    |   |                        |   |   |   |   | 0/70  |
| Ángel Víctor Torres (PSOE)                                                                 | 12 de julio de 2019 Mayoría requerida: Absoluta (36/70) | Ausencias  |    | 1  | 1  |   |                        |   |   |   |   | 2/70  |

## Mesa del Parlamento
| Cargo                  | Titular                        | Partido                        |
| ---------------------- | ------------------------------ | ------------------------------ |
| Presidente             | Gustavo Adolfo Matos Expósito  | Partido Socialista de Canarias |
| Vicepresidenta Primera | María Esther González González | Nueva Canarias                 |
| Vicepresidenta Segunda | Rosa Elena Dávila Mamely       | Coalición Canaria              |
| Secretario Primero     | Jorge Tomás González Cabrera   | Partido Socialista de Canarias |
| Secretaria Segunda     | María Australia Navarro de Paz | Partido Popular                |

## Grupos parlamentarios
| Grupo parlamentario | Grupo parlamentario          | Componentes                                                                               | Portavoz                     | Líder autonómico          | Escaños |
| ------------------- | ---------------------------- | ----------------------------------------------------------------------------------------- | ---------------------------- | ------------------------- | ------- |
|                     | Socialista Canario           | Partido Socialista de Canarias                                                            | Nayra Alemán Ojeda           | Ángel Víctor Torres Pérez | 25      |
|                     | Nacionalista Canario         | Coalición Canaria: 18 Partido Nacionalista Canario: 1 Agrupación Herreña Independiente: 1 | José Miguel Barragán Cabrera | Fernando Clavijo Battle   | 20      |
|                     | Popular                      | Partido Popular de Canarias                                                               | Manuel Domínguez González    | Manuel Domínguez González | 11      |
|                     | Nueva Canarias               | Nueva Canarias                                                                            | Luis Alberto Campos          | Román Rodríguez Rodríguez | 5       |
|                     | Sí Podemos Canarias          | Sí Podemos Canarias                                                                       | Manuel Marrero Morales       | Noemí Santana Perera      | 4       |
|                     | Agrupación Socialista Gomera | Agrupación Socialista Gomera                                                              | Casimiro Curbelo Curbelo     | Casimiro Curbelo Curbelo  | 3       |
|                     | Mixto                        | Ciudadanos                                                                                | Vidina Espino                | Mariano Cejas             | 2       |

## Junta de Portavoces
| Cargo                  | Cargo                                        | Titular                        | Lista                          |
| ---------------------- | -------------------------------------------- | ------------------------------ | ------------------------------ |
| Presidente             | Presidente                                   | Gustavo Adolfo Matos Expósito  | Partido Socialista de Canarias |
| Vicepresidenta Primera | Vicepresidenta Primera                       | María Esther González González | Nueva Canarias                 |
| Vicepresidenta Segunda | Vicepresidenta Segunda                       | Rosa Elena Dávila Mamely       | Coalición Canaria              |
| Secretario Primero     | Secretario Primero                           | Jorge Tomás González Cabrera   | Partido Socialista de Canarias |
| Secretaria Segunda     | Secretaria Segunda                           | María Australia Navarro de Paz | Partido Popular                |
| Portavoces titulares   |                                              |                                |                                |
|                        | Portavoz del GP Socialistas Canario          | Nayra Alemán Ojeda             | PSOE Canarias                  |
|                        | Portavoz del GP Nacionalista Canario         | José Miguel Barragán Cabrera   | CC                             |
|                        | Portavoz del GP Popular                      | Manuel Domínguez González      | PP de Canarias                 |
|                        | Portavoz del GP Nueva Canarias               | Luis Alberto Campos Jiménez    | Nueva Canarias                 |
|                        | Portavoz del GP Sí Podemos Canarias          | Manuel Marrero Morales         | Sí Podemos Canarias            |
|                        | Portavoz del GP Agrupación Socialista Gomera | Casimiro Curbelo Curbelo       | ASG                            |
|                        | Portavoz del GP Mixto                        | Vidina Espino Ramírez          | Ciudadanos                     |

## Composición
El Parlamento está compuesto por 70 parlamentarios, después de la reforma electoral llevada a cabo a través del Estatuto de Autonomía de Canarias.
La X Legislatura del Parlamento de Canarias comenzó el 25 de junio de 2019 con la celebración de la sesión constitutiva de la cámara donde tomaron posesión los 70 parlamentarios electos en las elecciones del 26 de mayo del mismo año.
| Nombre y apellidos                   | Grupo Parlamentario | Grupo Parlamentario          | Circunscripción | Alta                     | Baja               |
| ------------------------------------ | ------------------- | ---------------------------- | --------------- | ------------------------ | ------------------ |
| Manuel Jesús Abrante Brito           |                     | Socialista Canario           | La Palma        | 25 de junio de 2019      | 3 de abril de 2023 |
| Nayra Alemán Ojeda                   |                     | Socialista Canario           | Gran Canaria    | 25 de junio de 2019      | 3 de abril de 2023 |
| Iñaki Álvaro Lavandera               |                     | Socialista Canario           | Fuerteventura   | 25 de junio de 2019      | 3 de abril de 2023 |
| Asier Antona Gómez                   |                     | Popular                      | La Palma        | 25 de junio de 2019      | 3 de julio de 2019 |
| José Miguel Barragán Cabrera         |                     | Nacionalista Canario         | Autonómica      | 25 de junio de 2019      | 3 de abril de 2023 |
| Nieves Lady Barreto Hernández        |                     | Nacionalista Canario         | La Palma        | 25 de junio de 2019      | 3 de abril de 2023 |
| Judit Natalia Bayarri Martín         |                     | Nacionalista Canario         | Autonómica      | 2 de agosto de 2019      | 3 de abril de 2023 |
| Socorro Beato Castellano             |                     | Nacionalista Canario         | Tenerife        | 25 de junio de 2019      | 3 de abril de 2023 |
| Oswaldo Betancort García             |                     | Nacionalista Canario         | Lanzarote       | 25 de junio de 2019      | 3 de abril de 2023 |
| Lucas Bravo de Laguna Cabrera        |                     | Nacionalista Canario         | Lanzarote       | 25 de junio de 2019      | 3 de abril de 2023 |
| Mario Cabrera González               |                     | Nacionalista Canario         | Fuerteventura   | 25 de junio de 2019      | 3 de abril de 2023 |
| Rosa Bella Cabrera Noda              |                     | Socialista Canario           | Fuerteventura   | 25 de junio de 2019      | 3 de abril de 2023 |
| Nereida Calero Saavedra              |                     | Nacionalista Canario         | Fuerteventura   | 25 de junio de 2019      | 3 de abril de 2023 |
| Beatriz Calzada Ojeda                |                     | Nacionalista Canario         | Autonómica      | 25 de junio de 2019      | 3 de abril de 2023 |
| Luis Alberto Campos Jiménez          |                     | Nueva Canarias               | Gran Canaria    | 25 de junio de 2019      | 3 de abril de 2023 |
| Fernando Clavijo Batlle              |                     | Nacionalista Canario         | Autonómica      | 25 de junio de 2019      | 3 de julio de 2019 |
| María Dolores Corujo Berriel         |                     | Socialista Canario           | Lanzarote       | 25 de junio de 2019      | 3 de abril de 2023 |
| María Teresa Cruz Oval               |                     | Socialista Canario           | Tenerife        | 25 de junio de 2019      | 3 de abril de 2023 |
| Casimiro Curbelo Curbelo             |                     | Agrupación Socialista Gomera | La Gomera       | 25 de junio de 2019      | 3 de abril de 2023 |
| Rosa Elena Dávila Mamely             |                     | Nacionalista Canario         | Tenerife        | 25 de junio de 2019      | 3 de abril de 2023 |
| Francisco Antonio Déniz Ramírez      |                     | Sí Podemos Canarias          | Autonómica      | 25 de junio de 2019      | 3 de abril de 2023 |
| José Alberto Díaz-Estébanez León     |                     | Nacionalista Canario         | Tenerife        | 25 de junio de 2019      | 3 de abril de 2023 |
| Manuel Domínguez González            |                     | Popular                      | Tenerife        | 25 de junio de 2019      | 3 de abril de 2023 |
| Sandra Domínguez Hormiga             |                     | Nueva Canarias               | Fuerteventura   | 25 de junio de 2019      | 3 de abril de 2023 |
| Fernando Enseñat Bueno               |                     | Popular                      | Fuerteventura   | 25 de junio de 2019      | 3 de abril de 2023 |
| Vidina Espino Ramírez                |                     | Mixto                        | Gran Canaria    | 25 de junio de 2019      | 3 de abril de 2023 |
| Carlos Antonio Ester Sánchez         |                     | Popular                      | Gran Canaria    | 25 de junio de 2019      | 3 de abril de 2023 |
| Ricardo Fdez. de la Puente Armas     |                     | Mixto                        | Tenerife        | 25 de junio de 2019      | 3 de abril de 2023 |
| Jonathan de Felipe Lorenzo           |                     | Nacionalista Canario         | La Palma        | 25 de junio de 2019      | 3 de abril de 2023 |
| Nira Fierro Díaz                     |                     | Socialista Canario           | Tenerife        | 25 de junio de 2019      | 3 de abril de 2023 |
| Matilde Fleitas Martín               |                     | Socialista Canario           | La Palma        | 25 de junio de 2019      | 3 de abril de 2023 |
| Sebastián Franquis Vera              |                     | Socialista Canario           | Gran Canaria    | 25 de junio de 2019      | 3 de abril de 2023 |
| Juan Manuel García Casañas           |                     | Popular                      | El Hierro       | 25 de junio de 2019      | 3 de abril de 2023 |
| Juan Manuel García Ramos             |                     | Nacionalista Canario         | Tenerife        | 25 de junio de 2019      | 3 de abril de 2023 |
| David Godoy Suárez                   |                     | Socialista Canario           | Gran Canaria    | 25 de junio de 2019      | 3 de abril de 2023 |
| Jana María González Alonso           |                     | Nacionalista Canario         | Fuerteventura   | 25 de junio de 2019      | 3 de abril de 2023 |
| Jorge Tomás González Cabrera         |                     | Socialista Canario           | La Palma        | 25 de junio de 2019      | 3 de abril de 2023 |
| Ana González González                |                     | Socialista Canario           | El Hierro       | 25 de junio de 2019      | 3 de abril de 2023 |
| María Esther González González       |                     | Nueva Canarias               | Gran Canaria    | 25 de junio de 2019      | 3 de abril de 2023 |
| María del Pino González Vega         |                     | Socialista Canario           | Gran Canaria    | 25 de junio de 2019      | 3 de abril de 2023 |
| Marcos Francisco Hernández Guillén   |                     | Socialista Canario           | Lanzarote       | 25 de junio de 2019      | 3 de abril de 2023 |
| Patricia Hernández Gutiérrez         |                     | Socialista Canario           | Autonómica      | 25 de junio de 2019      | 3 de abril de 2023 |
| Carmen Rosa Hernández Jorge          |                     | Nueva Canarias               | Gran Canaria    | 25 de junio de 2019      | 3 de abril de 2023 |
| Lorena Hernández Labrador            |                     | Popular                      | La Palma        | 25 de junio de 2019      | 3 de abril de 2023 |
| David Felipe de la Hoz Fernández     |                     | Nacionalista Canario         | Lanzarote       | 25 de junio de 2019      | 3 de abril de 2023 |
| Omar López González                  |                     | Socialista Canario           | Tenerife        | 25 de junio de 2019      | 3 de abril de 2023 |
| Jesús Alexander Machín Tavío         |                     | Nacionalista Canario         | Lanzarote       | 25 de junio de 2019      | 3 de abril de 2023 |
| Manuel Marrero Morales               |                     | Sí Podemos Canarias          | Tenerife        | 25 de junio de 2019      | 3 de abril de 2023 |
| Manuel Fernando Martínez Álvarez     |                     | Socialista Canario           | Tenerife        | 25 de junio de 2019      | 3 de abril de 2023 |
| Gustavo Adolfo Matos Expósito        |                     | Socialista Canario           | Tenerife        | 25 de junio de 2019      | 3 de abril de 2023 |
| Yolanda Mendoza Reyes                |                     | Socialista Canario           | Tenerife        | 25 de junio de 2019      | 3 de abril de 2023 |
| Melodie Mendoza Rodríguez            |                     | Agrupación Socialista Gomera | La Gomera       | 25 de junio de 2019      | 3 de abril de 2023 |
| María Australia Navarro de Paz       |                     | Popular                      | Gran Canaria    | 25 de junio de 2019      | 3 de abril de 2023 |
| Astrid María Pérez Batista           |                     | Popular                      | Lanzarote       | 25 de junio de 2019      | 3 de abril de 2023 |
| Miguel Ángel Ponce González          |                     | Popular                      | Gran Canaria    | 25 de junio de 2019      | 3 de abril de 2023 |
| Jacob Anis Qadri Hijazo              |                     | Popular                      | La Palma        | 10 de septiembre de 2019 | 3 de abril de 2023 |
| Alejandro Narvay Quintero Castañeda  |                     | Nacionalista Canario         | El Hierro       | 25 de junio de 2019      | 3 de abril de 2023 |
| Jesús Ramón Ramos Chinea             |                     | Agrupación Socialista Gomera | La Gomera       | 25 de junio de 2019      | 3 de abril de 2023 |
| Luz Reverón González                 |                     | Popular                      | Tenerife        | 25 de junio de 2019      | 3 de abril de 2023 |
| María del Río Sánchez                |                     | Sí Podemos Canarias          | Lanzarote       | 25 de junio de 2019      | 3 de abril de 2023 |
| Sergio Javier Rodríguez Fernández    |                     | Nacionalista Canario         | La Palma        | 25 de junio de 2019      | 3 de abril de 2023 |
| Ventura del Carmen Rodríguez Herrera |                     | Socialista Canario           | La Gomera       | 25 de junio de 2019      | 3 de abril de 2023 |
| Román Rodríguez Rodríguez            |                     | Nueva Canarias               | Autonómica      | 25 de junio de 2019      | 3 de abril de 2023 |
| Pablo Rodríguez Valido               |                     | Nacionalista Canario         | Gran Canaria    | 25 de junio de 2019      | 3 de abril de 2023 |
| Mauricio Aurelio Roque González      |                     | Socialista Canario           | Gran Canaria    | 25 de junio de 2019      | 3 de abril de 2023 |
| Noemí Santana Perera                 |                     | Sí Podemos Canarias          | Gran Canaria    | 25 de junio de 2019      | 3 de abril de 2023 |
| Pedro Sosa Sánchez                   |                     | Socialista Canario           | Fuerteventura   | 25 de junio de 2019      | 3 de abril de 2023 |
| Poli Suárez Nuez                     |                     | Popular                      | Autonómica      | 25 de junio de 2019      | 3 de abril de 2023 |
| Lucía Olga Tejera Rodríguez          |                     | Socialista Canario           | Lanzarote       | 25 de junio de 2019      | 3 de abril de 2023 |
| Ángel Víctor Torres Pérez            |                     | Socialista Canario           | Autonómica      | 25 de junio de 2019      | 3 de abril de 2023 |
| Cristina Valido García               |                     | Nacionalista Canario         | Gran Canaria    | 25 de junio de 2019      | 3 de abril de 2023 |
| Pedro Marcial Viera Espinosa         |                     | Socialista Canario           | Autonómica      | 25 de junio de 2019      | 3 de abril de 2023 |

## Senadores designados por el Parlamento de Canarias
Una de las funciones que desempeña el Parlamento de Canarias es la designación de los senadores y senadoras que deben representar a Canarias, conforme a lo previsto en la Constitución y en la forma que determine la Ley de Designación de Senadores en representación de Canarias.
La designación de los senadores canarios se produjo el día 30 de julio de 2019 en el Parlamento de Canarias. Así, se eligieron a un representante del PSOE Canarias, uno de CC y otro del PP de Canarias. Por lo tanto, la lista de senadores designados por el Parlamento de Canarias quedó de la siguiente forma:
| Partido político      | Partido político               | Senadores                 | Fecha inicio        | Fecha fin            |
| --------------------- | ------------------------------ | ------------------------- | ------------------- | -------------------- |
|                       | Partido Socialista de Canarias | Pedro Manuel Ramos Negrín | 30 de julio de 2019 | 4 de febrero de 2021 |
| Santiago Pérez García | Partido Socialista de Canarias | 9 de marzo de 2021        | 25 de julio de 2023 |                      |
|                       | Coalición Canaria              | Fernando Clavijo Batlle   | 30 de julio de 2019 | 26 de mayo de 2023   |
|                       | Partido Popular                | Asier Antona Gómez        | 30 de julio de 2019 | 25 de julio de 2023  |